# Football Manager 2017
Football Manager 2017 (abreviado como FM17) é um jogo eletrônico de simulação e gerenciamento de futebol desenvolvido pela Sports Interactive e publicado pela Sega. Ele foi lançado para Windows, macOS e Linux em 4 de novembro de 2016.

## Jogabilidade
Football Manager 2017 apresenta uma jogabilidade semelhante à da dos outros jogos da série Football Manager. A jogabilidade consiste em assumir o controle de um clube de futebol como treinador. É possível assinar contratos com jogadores de futebol, gerenciar as finanças do clube e criar táticas de jogo, entre outras atividades. Com base em vários fatores de seu gerenciamento, o jogador é avaliado pela inteligência artificial do jogo, representada pelos proprietários e a diretoria do clube.

## Desenvolvimento
Depois que o Reino Unido votou para deixar a União Europeia (UE) em 23 de junho de 2016, FM17 incluiu uma nova mecânica de brexit, com três cenários possíveis: "mais do mesmo", sem a necessidade de vistos de trabalho adicionais; a necessidade de vistos de trabaho para novos jogadores, mas não para jogadores já localizados no Reino Unido; ou um cenário de "Brexit extremo", com a Escócia votando pela independência em um referendo e permanecendo na UE, enquanto os jogadores da UE precisariam de vistos de trabalho para jogar em qualquer equipe da Inglaterra, do País de Gales ou da Irlanda do Norte.
FM17 incluiu uma nova visualização de mídia social, que mostrava uma visualização em formato similar ao Twitter dos pensamentos de torcedores e jogadores, mudando de acordo com os eventos ocorridos no jogo. Uma nova opção de escaneamento facial permite que o avatar do jogador no jogo fosse personalizado para mostrar uma visualização em 3D do rosto do jogador na vida real usando uma webcam ou uma foto.

## Recepção
Football Manager 2017 foi recebido de forma "geralmente favorável" de acordo com o agregador de críticas Metacritic. A GameSpot deu ao jogo uma nota 7/10, elogiando o desenvolvimento dos jogadores e as transferências inteligentes, e também dizendo que “Football Manager 2017 é fácil de recomendar para treinadores iniciantes”, mas desaprovando a interface tática. A PC Gamer deu ao jogo uma nota de 85%, dizendo que o jogo é um avanço significativo em relação às versões anteriores. A Trusted Reviews deu ao jogo 4,5 estrelas, “dizendo que o FM17 é um salto definitivo”.
George Osborn, do jornal britânico The Guardian, foi menos positivo em relação ao jogo, citando principalmente os lançamentos anteriores da série e a falta de um aumento substancial em relação às edições anteriores. Osborn escreveu: “Nos últimos quatro anos, as edições do Football Manager mudaram a forma como os jogadores criam táticas, introduzem estatísticas de gerenciamento de jogo ou oferecem novos modos de jogo. FM17 não oferece nada disso." Osborn também criticou bastante a adição puramente cosmética de escaneamento facial e a inclusão de mídia social no jogo, chamando-a de "totalmente inconsequente".

### Vendas
Em 21 de agosto de 2017, a revista PC Games Insider publicou que o FM17 havia vendido sua milionésima cópia. Essa foi a quinta vez consecutiva em que um jogo da série Football Manager vendeu um milhão de cópias ou mais.